# Шервер
Шервер (енгл. shareware) је појам дистрибуције производа, а најчешће софтвера, у којим корисник нема приступ изворном коду. Након бесплатног периода, обично је то 10-30 дана, корисник мора купити производ тј. купити кључ (енгл. key) за даље коришћење.
У уговору (ЕУЛА) који долази уз инсталацију софтвера, описане су обавезе корисника према произвођачу. Оне могу бити правне или моралне.
Примери таквих програма:

## Историја
Први који је искористио овај назив је био Bob Wallace да би описао свој софтвер PC Write и то у 80-тим годинама прошлог века. Већа популаризација оваквог начина дистрибуције софтвера је почела паралелно са развојем интернета. Користиле су га углавном мање компаније којима је то био идеалан пут за презентацију својих производа крајњим корисницима. У новије време на тај се начин одлучују и велике компаније за неке своје производе.

## Како шервер функционише
Да би заштитили свој интерес, произвођачи имплементирају посебне функционалности које су у стању потпуно онеспособити програм након истека дозвољеног рока употребе програма. Даља употреба је омогућена само уношењем исправних података о регистрацији или активирањем од стране компанијиног веб сајта.
Осим овога, праве се посебни системи заштите који онемогућавају злонамерне кориснике од вишеструког инсталирања програма или померања датума интерног сата.

## Лоше стране
Лоше стране оваквог дистрибуирања софтвера су евидентне само за произвођаче. Огледају се у томе да је злонамернику врло лако наћи начин да заобиђе заштиту, па на црном тржишту за сваки овакав производ врло брзо буде јавно објављен серијски број, или чак мали програм, „генератор кључева“ (енгл. key generator), који је у стању да генерише одговарајући серијски број за одређени програм. Временом компаније покушавају све софистицираније начине заштите својих интереса, но безуспешно. Такође, многобројни генератори кључева који постоје су у ствари лажни вируси који могу да вам направе огромну штету на рачунару.